# Amtsgericht Dillenburg

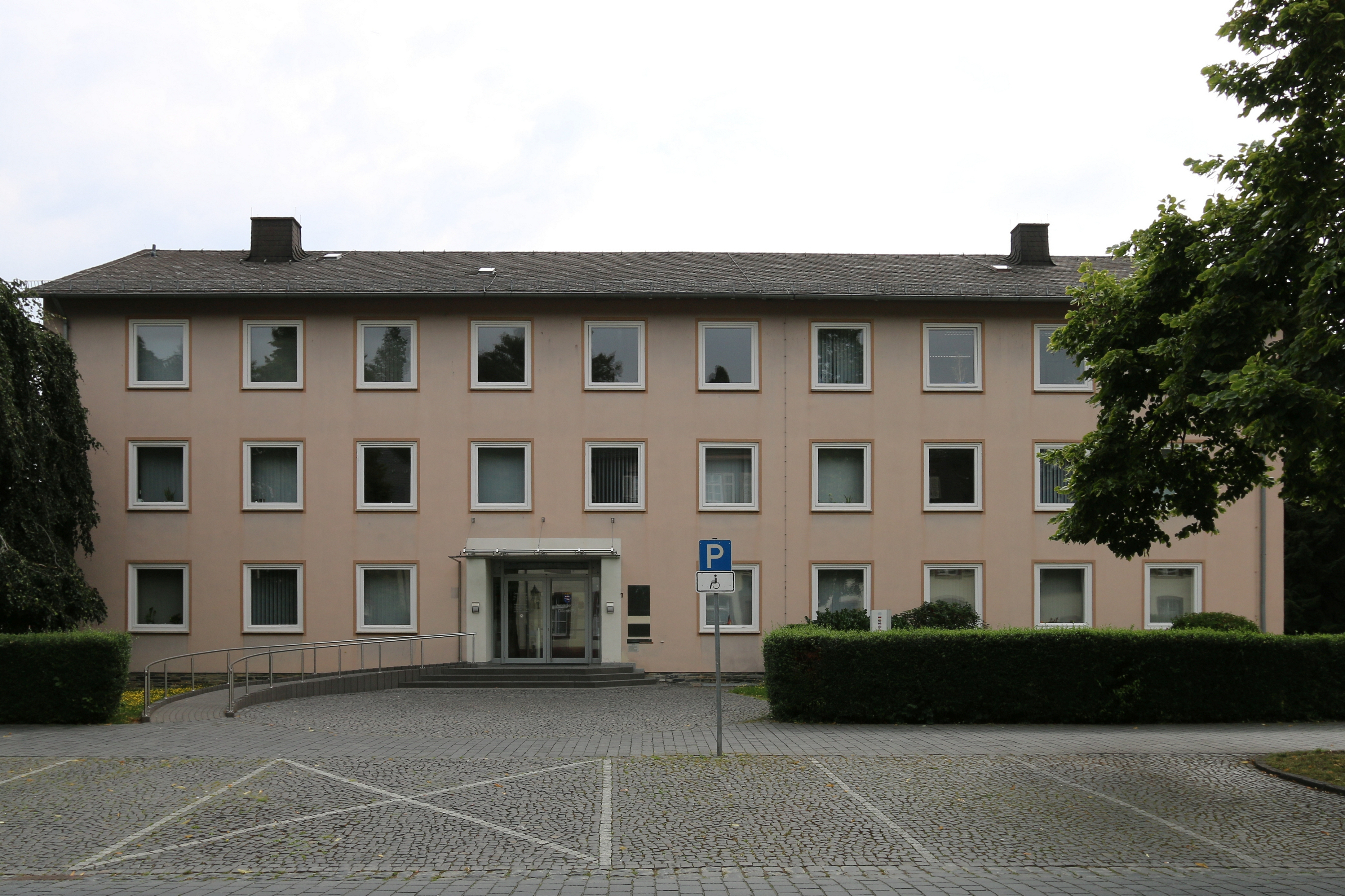
Amtsgericht Dillenburg

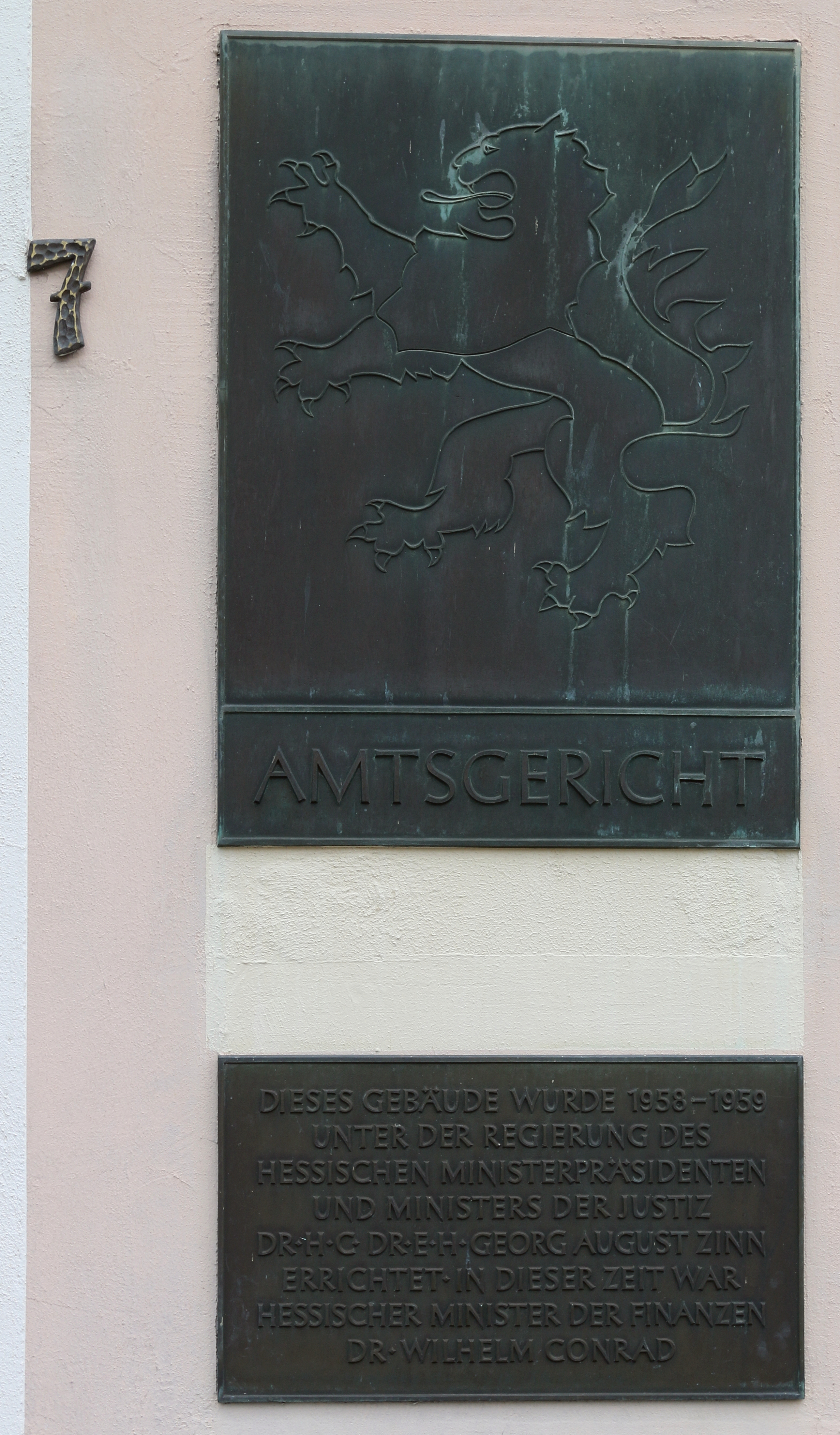
Türschild des Amtsgerichts

Das Amtsgericht Dillenburg (AG Dillenburg) ist ein Gericht der ordentlichen Gerichtsbarkeit in Dillenburg im Lahn-Dill-Kreis.

## Gerichtssitz und -bezirk
Der Sitz des Gerichtes ist in Dillenburg in der Wilhelmstraße 7. In Herborn existiert eine Zweigstelle. Der Gerichtsbezirk des Amtsgerichts Dillenburg umfasst die Städte und Gemeinden Breitscheid, Dietzhölztal, Dillenburg, Driedorf, Eschenburg, Greifenstein, Haiger, Herborn, Mittenaar, Siegbach und Sinn (jeweils inklusive aller Stadt- und Ortsteile).

## Geschichte
Im Zuge der nach der preußischen Annexion 1866 erfolgten Trennung von Verwaltung und Justiz in den ehemals Herzoglich Nassauischen Ämtern verfügte der preußische Justizminister mit Wirkung zum 1. September 1867 die Gründung eines Amtsgerichts zu Dillenburg. Dessen Sprengel war deckungsgleich mit dem gleichzeitig aufgehobenen Amt Dillenburg und bestand demnach aus den beiden Städten Dillenburg und Haiger sowie den Dörfern Allendorf, Bergebersbach, Dillbrecht, Donsbach, Eibach, Eibelshausen, Eiershausen, Fellerdilln, Flammersbach, Frohnhausen, Haigerseelbach, Hirzenhain, Langenaubach, Mandeln, Manderbach, Nanzenbach, Niederroßbach, Niederscheld, Oberroßbach, Oberscheld, Offdilln, Rittershausen, Rodenbach, Sechshelden, Steinbach, Steinbrücken, Straßebersbach mit Neuhütte, Weidelbach und Wissenbach. Gehörte dieses Gericht zunächst noch zum Bezirk des Kreisgerichts Dillenburg, wurde es zum 1. Oktober 1869 dem Kreisgericht Marburg zugeordnet.
Aufgrund des Gerichtsverfassungsgesetzes kam es mit Wirkung zum 1. Oktober 1879 dem Bezirk des neu errichteten Landgerichts Limburg zugeteilt, der Amtsgerichtsbezirk selbst blieb dagegen unverändert.
Vom 1. Oktober 1933 bis 1. Oktober 1944 gehörte das Amtsgericht Dillenburg zum Landgerichtsbezirk Siegen. Am 1. Juni 1976 konnten noch die Eschenburger Ortsteile Roth und Simmersbach vom Amtsgericht Biedenkopf zugelegt werden.
Zuletzt vergrößerte sich der Dillenburger Gerichtsbezirk mittels Zulegung der Gemeinden Breitscheid, Driedorf, Greifenstein, Herborn, Mittenaar, Siegbach und Sinn am 1. Januar 2005, als das Amtsgericht Herborn zur Zweigstelle des AG Dillenburg heruntergestuft wurde.

## Übergeordnete Gerichte

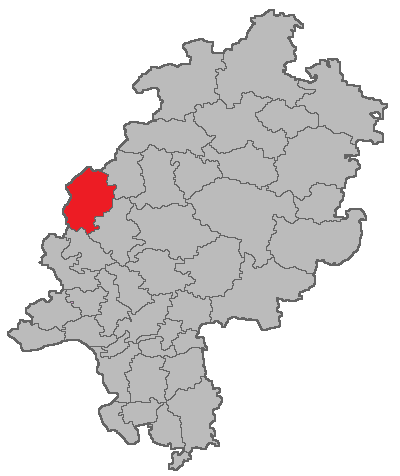
Lage des Amtsgerichtsbezirks Dillenburg in Hessen

Dem AG Dillenburg übergeordnet ist das Landgericht Limburg. Im weiteren Instanzenzug ist das Oberlandesgericht Frankfurt am Main sowie der Bundesgerichtshof übergeordnet.